# Senotainia caffra
Senotainia caffra är en tvåvingeart som först beskrevs av Macquart 1846.  Senotainia caffra ingår i släktet Senotainia och familjen köttflugor. Inga underarter finns listade i Catalogue of Life.